# Joel de Oliveira Monteiro
Joel de Oliveira Monteiro (1 de maig de 1904 - 6 d'abril de 1990) fou un futbolista brasiler.

## Selecció del Brasil
Va formar part de l'equip brasiler a la Copa del Món de 1930.

## Palmarès
- Campionat carioca (1): 
  - América: 1928